# マツダ・アンフィニMS-8
マツダ・アンフィニMS-8 (εfini MS-8)は、マツダが展開していた販売店ブランド「アンフィニ」で1992年から1998年にかけて販売された、D/Eセグメントに属する4ドアハードトップサルーンである。

## 概要
1992年3月、ペルソナの後継車種として、新販売チャンネル「アンフィニ」ブランドから発売された。ボディタイプはペルソナのピラーレスハードトップから、センターピラーを持つピラードハードトップに変更となった。
ペルソナのコンセプトである「インテリアイズム」を継承し、「ニューモードシフト」と名付けられたインパネシフトを採用している。その関係でフロントシートは左右ウォークスルー可能なベンチシートとなるなど、ユニークなデザインを持っている。
オーディオパネルは全体をカバーで覆い隠すことができる構造になっている。前席用シートベルトはペルソナと同様、テンショナー本体がリアドアに内蔵され、前席ヘッドレスト横のガイドアンカーを経由してバックルに固定される変則的な方式だった。
車名の「MS-8」は、英語で「大いなる思い」を意味するMegalo Spiritsの頭文字と車格を示す8を組み合わせた造語で、「無限大に広がる喜びを提供するサルーン」の意味合いが込められている。
1992年10月、サンルーフに装備した太陽電池を用いてファンを動かし、室内換気を行う装備（ソーラーベンチレーションシステム）が追加された。
1993年1月、2.0Lに装備品の見直しで値下げをした2.0タイプG-Sを追加。
1993年7月、タイプRは装備品の見直しでタイプR-Jとなる。2.5タイプGリミテッドは廃止。
1994年6月、マイナーチェンジ。フロントグリルとアルミホイールのデザインが変更される。グレードは「グランデール・グランデールG」（2L・2.5L）と「ツーリング・ツーリングS」（2.5L）のみに整理される。
1995年12月、全車に運転席エアバッグが標準装備。グレード体系の見直しでグランデール系のみとなる。
1998年3月、前年のカペラのフルモデルチェンジによる車種整理のため生産終了。以降は在庫対応分のみの販売となる。
1998年6月、在庫対応分がすべて完売し販売終了。クロノスファミリーの中では最後まで生産された車種であった。

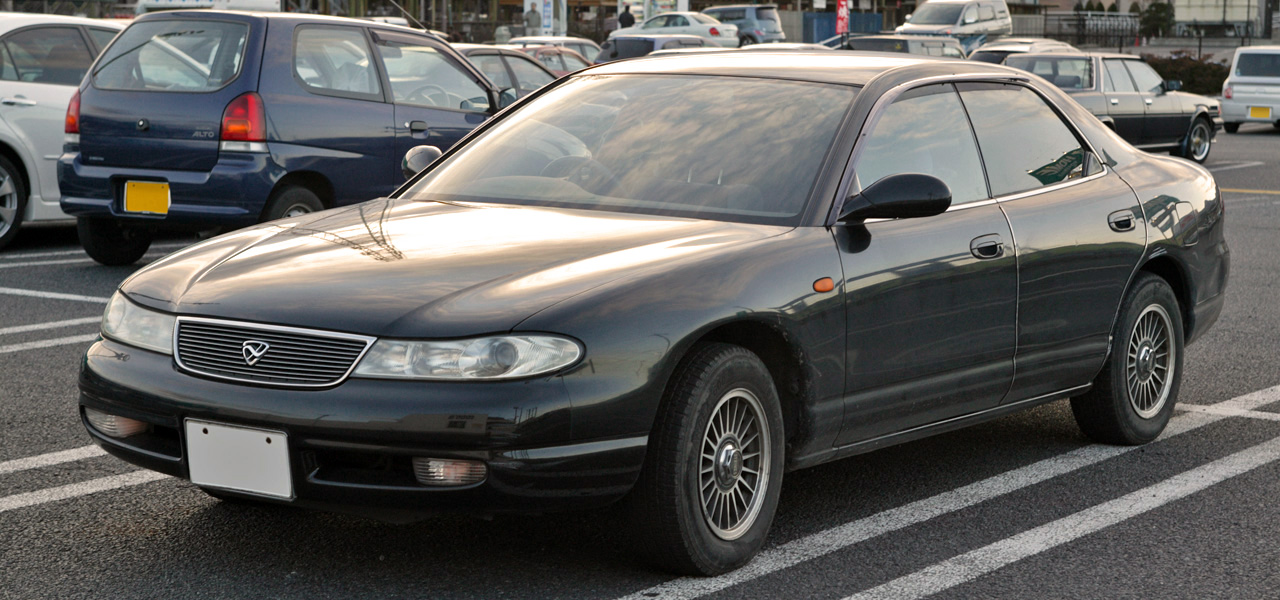
後期型 フロント
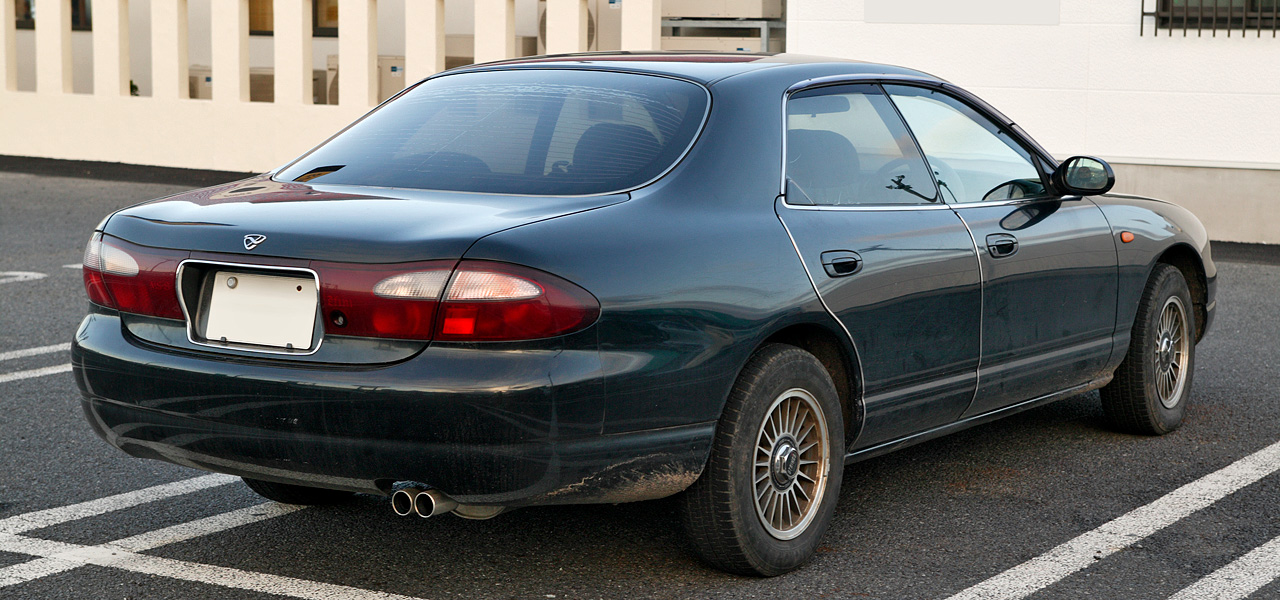
後期型 リア